# Zweifarbiger Wanderkäfer

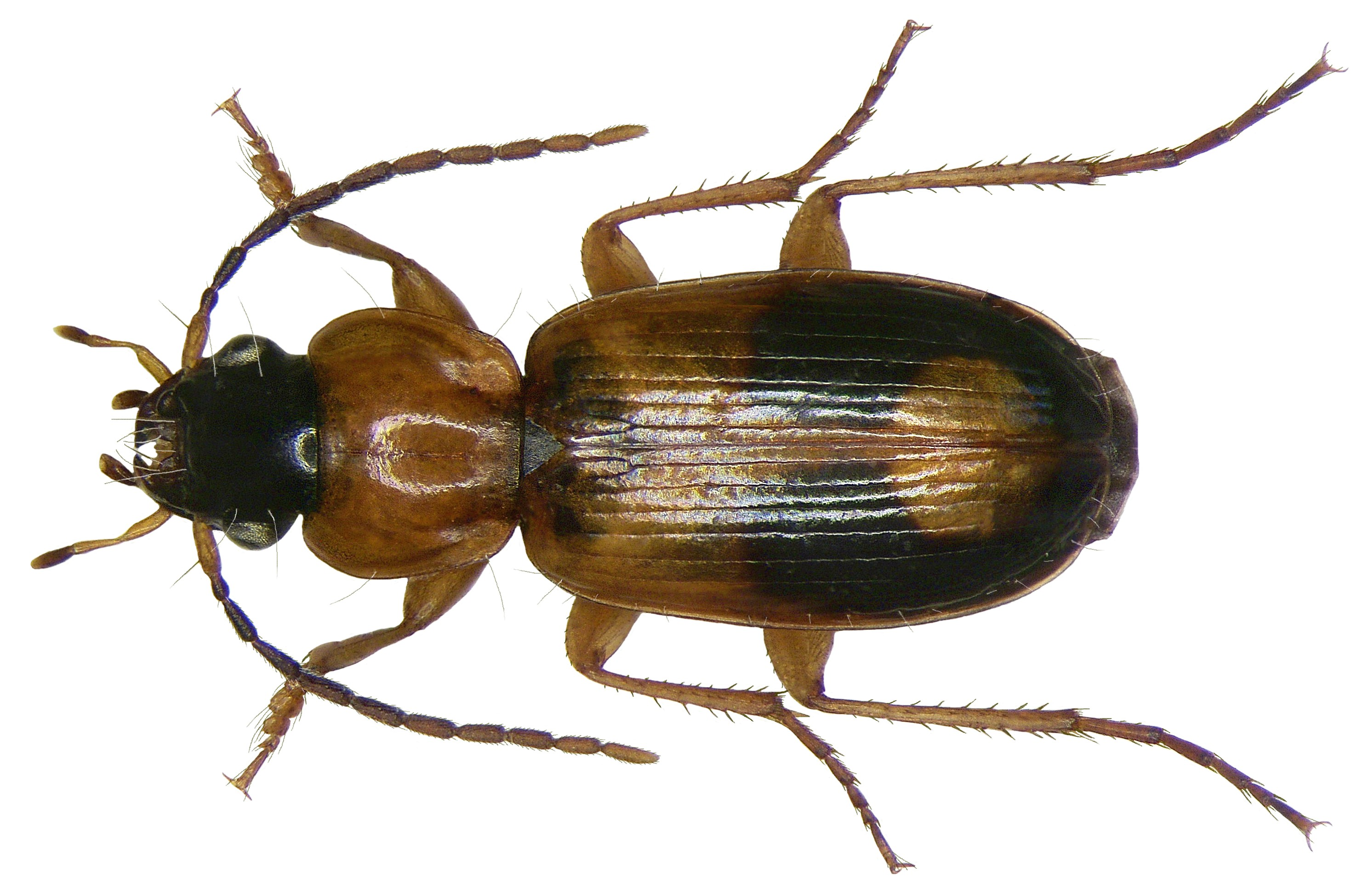
Präparat

Der Zweifarbige Wanderkäfer (Badister bullatus), auch Gewöhnlicher Wanderkäfer, Wanderläufer oder Wanderkäfer genannt, ist ein Käfer aus der Familie der Laufkäfer (Carabidae).

## Merkmale
Badister bullatus ist der kleinste Vertreter mit rotgelbem Halsschild der Gattung Badister in Mitteleuropa. Die Käfer sind 4,8–6 mm lang. Der Kopf ist schwarz. Das Schildchen ist ebenfalls schwarz. Die seitlichen Ränder der Flügeldecken sind annähernd parallel. Auf den rotgelben Deckflügeln befindet sich hinten ein schwarzer halbmondförmiger Fleck, der vorne abgerundet ist.

## Verbreitung
Die Art ist in Europa weit verbreitet. In Mitteleuropa ist sie häufig. Im Norden reicht ihr Verbreitungsgebiet nach Mittelnorwegen und Mittelschweden. In Großbritannien ist Badister bullatus ebenfalls weit verbreitet und häufig. Nach Osten reicht das Vorkommen bis in den Kaukasus.

## Lebensweise
Die Käfer bevorzugen als Lebensraum Trockenrasen, mäßig trockene Ruderalflächen, Hecken und Waldränder sowie sumpfige Gebiete. Die Käfer schlüpfen im Herbst und überwintern.

## Taxonomie
In der Literatur findet man folgende Synonyme:
- Badister bipustulatus (Fabricius, 1792)
- Carabus bipustulatus Fabricius, 1792 nec Fabricius 1775
- Carabus bullatus Schrank, 1798
- Carabus striatoquatermaculatus Goeze, 1777